# Grève des bûcherons de Rouyn
La grève des bûcherons de Rouyn, aussi appelée grève du Clérion, est l'ensemble des événements entourant la cessation concertée du travail des bûcherons du camp du Clérion, près de Rouyn-Noranda du 27 novembre au 12 décembre 1933.
La grève est déclenchée à la suite de la détérioration des conditions de travail et la baisse des salaires de 62 % des bûcherons engagés par la Canadian International Paper Company après la Grande Dépression. Le mouvement de grève est soutenu par la Ligue d'unité ouvrière une organisation syndicale affiliée au Parti communiste du Canada.

## Récit des événements

### Contexte
Après avoir remporté une grève à Kapuskasing dans le nord de l'Ontario, la Ligue d'unité ouvrière, regroupement syndical menée par le Parti communiste du Canada, tente de s'implanter en Abitibi-Témiscamingue au début des années 1930.
En novembre 1933, les militants communistes Alexandre Sauders, Albert Huard et Harry Racketti commencent à récolter des appuis parmi les bucherons du canton Clérion (aujourd'hui la municipalité de Rémigny) à 50 kilomètres au sud de Rouyn-Noranda.

### La grève
C'est à partir du 22 novembre que la tension augmente sur les chantiers de la Canadian International Paper. Le 27 novembre, les bucherons du camp Turpin refusent de travailler; l'arrêt de travail se répand bien vite à l'ensemble des 600 bûcherons du Clérion. Les autorités craignent que la grève s'étende à Cléricy à 30 kilomètres au nord-est ou plus de 2000 bucherons commencent à s'agiter à leur tour. 300 bucherons du Clérion marchent pendant la nuit jusqu'à Rouyn et occupent le temple ukrainien du Travail et la salle finlandaise de Rouyn devant le refus de la Canadian International Paper de les entendre et la réouverture des camps. Un blocus est établi sur les routes sud-est de la ville pour empêcher l'usage de briseurs de grève ; une quinzaine de grévistes y montent la garde en permanence.
La police de Rouyn demande des renforts à la Police provinciale; une dizaine de policiers provinciaux sont envoyés de Noranda. Les force policières sont placées sous le commandement du sergent K. H. Turnbull de la police de Rouyn. Le 9 décembre, les policiers arrête le militant communiste Harry Racketti pour sédition puis tentent de briser le blocus au sud de la ville mais doivent se replier. Les militants Jeanne Corbin, rédactrice de l'Ouvrier Canadien, et Jerry Donohue arrive à Rouyn de l'Ontario le même jour ; ils demandent la libération de leur camarade Harry Racketti.
Au matin du 11 décembre 1933, malgré un froid intense, deux cents grévistes sont rassemblés au blocus du sud-est de la ville. Une douzaine de policiers se rend sur place pour briser la ligne de piquetage. Les gaz lacrymogènes et le matraquage viennent à bout du blocus; 80 personnes sont arrêtés. Les militants communistes Harry Racketti, Jeanne Corbin et Jerry Donohue comparaissent devant le juge de paix le lendemain, ils sont accusés d'incitation à l'assemblée illégale et à l'émeute et sont transférés par avion à la prison de Ville-Marie, en isolement, pour y attendre leur procès le 19 décembre. La plupart des bûcherons sont relâchés avec une peine de 6 mois de prison en sursis.

### À la suite des arrestations
La situation demeure tendu au lendemain des arrestations. L’appui de la population aux grévistes et aux communistes et l'arrivée de plus en plus de bûcherons du Cléricy à Rouyn, où de nouveaux camps font grève augmente la tension. Le gouvernement du Québec, qui craint que ces événements créent un précédent chez les canadiens français, envoie les enquêteurs Louis et Maxime Morin sur place. Sous la pression de l'opinion publique, le gouvernement créé en avril 1934 la Commission des opérations forestières du Québec qui enquêtera sur les chantiers et les conditions salariales des bûcherons